# Шуберт, Катина
Катина Шуберт (нем. Katina Schubert, род. 28 декабря 1961, Гейдельберг) — политический деятель Германии, в 2007—2008 годах — заместитель руководителя партии «Левые».

## Биография
- Родилась в Гейдельберге, училась в школе в Мангейме и Бонне.
- 1981—1989 — обучалась политологии, социологии и экономике (в основном — в Бонне).
- 1990—1993 — стажировка и работа в качестве журналиста.
- 1993—1994 — помощник независимого депутата бундестага Ульриха Брифса (нем. Ulrich Briefs[нем.]).
- 1994—1997 — корреспондент в Бонне газеты junge Welt.
- 1996—2002 — в аппарате фракции ПДС в бундестаге.
  - 1998—2001 — референт вице-президента бундестага от ПДС Петры Блэсс (нем. Petra Bläss[нем.]).
  - 2001—2002 — консультант правления фракции.
- 2002—2004 — эксперт научной службы бундестага.
- 2004—2006 — референт министра экономики, труда и по делам женщин земли Берлин Харальда Вольфа (нем. Harald Wolf[нем.]).
- С 2006 — референт министра интеграции, труда и по социальным вопросам земли Берлин Хайди Кнаке-Вернер (нем. Heidi Knake-Werner[нем.]).

## Обвинения в адрес Википедии
6 декабря 2007 года Катина Шуберт подала заявление в полицию Берлина, обвинив немецкую Википедию в использовании нацистской символики в объёмах, превышающих энциклопедические потребности. В интервью Reuters она прокомментировала свой шаг так: «На мой взгляд, этих символов гораздо больше, чем это необходимо для получения необходимых исторических знаний. Так что речь идёт не об ограничении свобод, а об установлении разумных пределов».
В частности, Шуберт возмутила статья об организации гитлерюгенд (версия статьи на 5 декабря). В результате последовавшей 6—7 декабря дискуссии статья была сокращена в 4 раза, было оставлено 1 изображение; в таком виде статья была заблокирована на неделю.
После критики позиции Шуберт, в том числе и внутри партии, 7 декабря Шуберт отозвала своё заявление.